# 도호 (나리타시)
도호(일본어: 東峰)는 일본 지바현 나리타시에 있는 오아자이다. 2017년 10월 31일 기준 이 지역의 인구는 17명이다. 우편번호는 나리타 국제공항 부지 내의 경우 282-0003, 그 외 기타 부지의 경우 282-0103이다.

## 지리
나리타시 동남부에 있으며 도야마 지구(구 도야마촌에 속한다. 주변의 오아자로는 덴진미네, 가와카미, 히토쿠와다(가토리군 다코정), 후루고메, 돗코와 인접해 있다.
도호 구역 거의 대부분이 나리타 국제공항(구 명칭 신도쿄 국제공항)의 2기 지구 부지이며 이곳엔 유도로 일부 시설이 존재한다.

## 역사
태평양 전쟁 이전 후루고메를 포함한 지바현 북부는 《속일본기》에 기록된 “율령국정 목지 방우마"(令諸国定 牧地 放牛馬, 율령국에서 소와 말을 사육하기 위한 목지로 지정됨)로서 700년(몬무 4년)부터 쭉 말의 목용지로 알려졌으며, 겐페이 합전 때 동국의 겐지에게 군마를 공급했다. 에도 시대 때는 코가네 5목과 사쿠라 7목이 설치되어 군마 사육생산이 이루어졌다.
20세기에 들어 식산흥업을 추진한 메이지 정부는 사쿠라 7목 중 하나였던 톳코목에 근대 목축의 상징인 양모 자급을 위한 목양장을 설치했다. 이 목양장이 이후 궁내청 시모후사 어료목장(이하 어료목장)이 된다.
제2차 세계 대전 패전 직후인 1946년 이전까지는 궁내청 시모후사 어료목장 부지의 일부였으며, 1946년경부터 시작된 전후개척에서 어료목장 부지 중 일부가 농지로 개방되었고, 이런 현유림의 일부였던 토지가 매각되며 개척지를 중심으로 한 지역이 만들어졌다. 이 때 당시 이주한 당시 정착민들은 신궁민(新窮民)이라고도 불렸는데, 패전으로 인해 식민지에서 쫓겨난 히키아게샤, 오키나와 전투로 황폐해진 이후에 미국의 통치에 놓여 귀향할 수 없게 된 오키나와현 출신자, 장남이 아니라 가독을 잇지 못한 농가의 차남 이하 아들들 등으로 구성되어 있었다. 불하 가격은 단당 80엔(쇼트피스 2통 상당) 정도였다.
특히 도호 지역은 대나무가 많아 특히 개간이 어려웠던 지역으로 알려져 있다.
개척민 중 일부가 나리타 공항 문제(산리즈카 투쟁)에 가담해 공항 건설 반대 운동을 펼쳤다. 1971년 산리즈카 시바야마 연합공항반대동맹 세력이 나리타 공항 예정지의 대집행 도중 경찰과 충돌해 다수가 사망, 부상을 입은 도호 십자로 사건이 발생했다. 사망한 경찰관은 전부 도호 십자로(교차로)에서 북쪽으로 이동하던 도중 사망했으며 위령비가 설치되어 있다.
나리타 공항 문제 심포지엄이 열린 이후에도 이 협의에 참여하지 않은 반대동맹 기타하라파를 중심으로 덴진미네를 중심으로 활동하고 있으며, 인근 유도로 주변에는 미매수자가 많이 존재한다. 또한 공항 반대운동의 상징이 된 도호 신사도 이곳에 있다.

## 교통
도로의 경우 지바현도·이바라키현도 제44호선 나리타오미가와카시마코선이 지난다.

## 인구
2017년 10월 31일 기준 도호의 인구는 다음과 같다.
| 오아자 | 세대  | 인구 |
| ------ | ----- | ---- |
| 도호   | -세대 | 17명 |

## 교육
도호 지역은 명목상 소학교의 경우 나리타시립 도야마 소학교에, 중학교의 경우 나리타시립 도야마 중학교에 학군에 속해 학교를 다니게 된다.

## 같이 보기
- 산리즈카
- 나리타 공항 문제